# Papyrus 136
Papyrus 136 of {\displaystyle {\mathfrak {P}}^{136}} (volgens de nummering van Gregory-Aland) is een Grieks afschrift van het Nieuwe Testament, geschreven op papyrus. Van het handschrift is een gedeelte van één pagina bewaard gebleven, recto en verso beschreven, waarbij op de verso-zijde (de achterzijde) de tekst van Handelingen 7:26-30 gedeeltelijk bewaard gebleven is, en op de recto-zijde de tekst van Handelingen 4:27-30. Vanwege deze omgekeerde volgorde is het uitgesloten dat het handschrift de vorm had van een codex. Vermoedelijk ging het om een boekrol of rotulus (een variant op de boekrol), minder waarschijnlijk is dat het papyrusvel als amulet fungeerde. Op paleografische gronden wordt het handschrift gedateerd in de zesde eeuw. In de schrijfwijze is gebruik gemaakt van nomina sacra.
Het handschrift kwam in 2007 in bezit van Duke University uit de nalatenschap van Ernest A. Muro. Muro was een amateur-onderzoeker met bijzondere interesse in tekstkritiek, die in de loop der jaren zelf enkele handschriften had verzameld. Het betreffende handschrift had hij in april 2000 gekocht van een antiekhandelaar in Londen. Als Muro zelf over verdere informatie over de herkomst van het fragment beschikte, is dit verloren gegaan - veel van Muro's administratie was reeds vernietigd toen het papyrusfragment, vergezeld van een handgeschreven briefje dat hij dit naliet aan Duke University, in zijn kluis gevonden werd.